# 稽东镇
稽东镇，中国浙江省绍兴市绍兴县下辖的一个镇。

## 辖区
该镇辖有：
稽东社区、竹田头村、裘村、下尉村、尉村、双坞村、高阳村、占岙村、车头村、雄鹰村、稽江村、大桥村、尉相村、顺利村、越北村、陈村、石岙村、金丰村、俞谢骆村、营口村、金山村、龙东村、新上王村、龙西村和官桥村。

## 中国传统村落
冢斜村获评“中国传统村落”。